# Bahnstrecke Hildburghausen–Lindenau-Friedrichshall
| |                          |                               |                               |
| Kursbuchstrecke: | 165c (1934) 165 b (1939) |                               |                               |
| Streckenlänge: | 29,7 km                  |                               |                               |
| Spurweite: | 1000 mm (Meterspur)      |                               |                               |
| Maximale Neigung: | 25 ‰                     |                               |                               |
| Minimaler Radius: | 40 m                     |                               |                               |
| Streckengeschwindigkeit: | 25 km/h                  |                               |                               |
| |                          |                               |                               |
| \| \| \| von Eisenach nach Lichtenfels \| \| \| \| 0,0 \| Hildburghausen \| 377 m ü. NN \| \| \| 0,3 \| Wallrabs \| 398 m ü. NN \| \| \| 3,5 \| Leimrieth \| 420 m ü. NN \| \| \| 6,5 \| Stressenhausen \| 391 m ü. NN \| \| \| 9,2 \| Bedheim \| 327 m ü. NN \| \| \| 11,6 \| Simmershausen-Gleicherwiesen \| 312 m ü. NN \| \| \| 15,0 \| Streufdorf \| 318 m ü. NN \| \| \| 16,8 \| Westhausen Hp bis 1924 \| 306 m ü. NN \| \| \| 18,2 \| Seidingstadt \| 298 m ü. NN \| \| \| 21,1 \| Völkershausen \| 290 m ü. NN \| \| \| 23,5 \| Gellershausen Hp bis 1924 \| 288 m ü. NN \| \| \| 24,6 \| Heldburg \| 287 m ü. NN \| \| \| 27,6 \| Einöd Hp bis 1924 \| 282 m ü. NN \| \| \| 29,3 \| Lindenau-Friedrichshall \| 282 m ü. NN \| |                          |                               |                               |
| Bahnhof quer |                          | von Eisenach nach Lichtenfels | von Eisenach nach Lichtenfels |
| Kopfbahnhof Streckenanfang (Strecke außer Betrieb) | 0,0                      | Hildburghausen                | 377 m ü. NN                   |
| Haltepunkt / Haltestelle (Strecke außer Betrieb) | 0,3                      | Wallrabs                      | 398 m ü. NN                   |
| Haltepunkt / Haltestelle (Strecke außer Betrieb) | 3,5                      | Leimrieth                     | 420 m ü. NN                   |
| Haltepunkt / Haltestelle (Strecke außer Betrieb) | 6,5                      | Stressenhausen                | 391 m ü. NN                   |
| Bahnhof (Strecke außer Betrieb) | 9,2                      | Bedheim                       | 327 m ü. NN                   |
| Bahnhof (Strecke außer Betrieb) | 11,6                     | Simmershausen-Gleicherwiesen  | 312 m ü. NN                   |
| Bahnhof (Strecke außer Betrieb) | 15,0                     | Streufdorf                    | 318 m ü. NN                   |
| Haltepunkt / Haltestelle (Strecke außer Betrieb) | 16,8                     | Westhausen Hp bis 1924        | 306 m ü. NN                   |
| Haltepunkt / Haltestelle (Strecke außer Betrieb) | 18,2                     | Seidingstadt                  | 298 m ü. NN                   |
| Haltepunkt / Haltestelle (Strecke außer Betrieb) | 21,1                     | Völkershausen                 | 290 m ü. NN                   |
| Haltepunkt / Haltestelle (Strecke außer Betrieb) | 23,5                     | Gellershausen Hp bis 1924     | 288 m ü. NN                   |
| Bahnhof (Strecke außer Betrieb) | 24,6                     | Heldburg                      | 287 m ü. NN                   |
| Haltepunkt / Haltestelle (Strecke außer Betrieb) | 27,6                     | Einöd Hp bis 1924             | 282 m ü. NN                   |
| Kopfbahnhof Streckenende (Strecke außer Betrieb) | 29,3                     | Lindenau-Friedrichshall       | 282 m ü. NN                   |

Die Bahnstrecke Hildburghausen–Lindenau-Friedrichshall, auch Hildburghausen-Heldburger Eisenbahn genannt, war eine knapp 30 Kilometer lange Schmalspurbahn (Meterspur), die Hildburghausen mit dem südlich gelegenen Heldburger Land verband.

## Geschichte

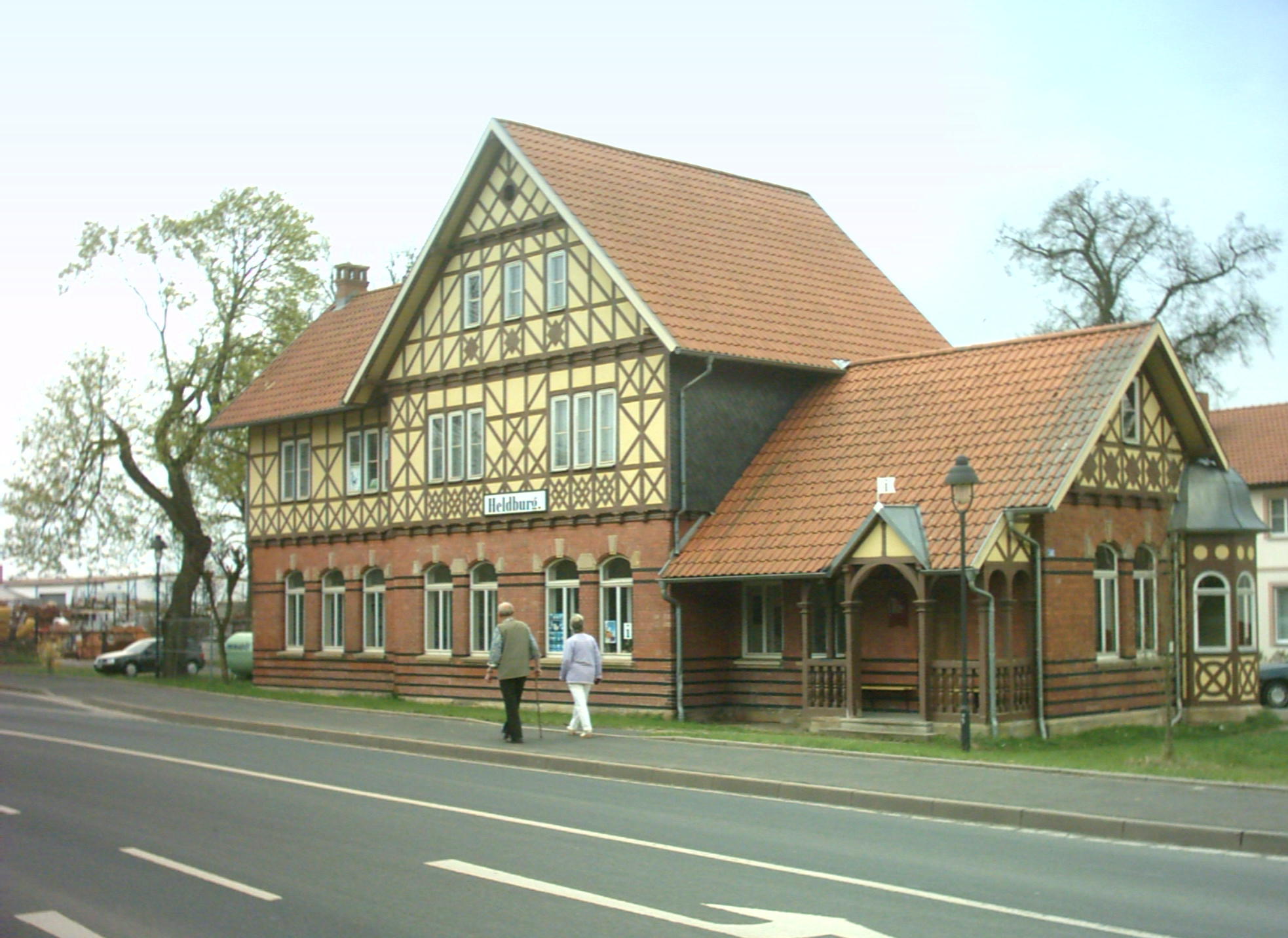
Empfangsgebäude von 1888 in Heldburg

Die Bahnstrecke war eine „Meiningsche Staatsbahn“, da die Baukosten in Höhe von 750.000 Mark zum größten Teil durch das Herzogtum Sachsen-Meiningen finanziert wurden. Der Bau der Bahn erfolgte gemäß einem Vertrag vom 12. Januar 1877 durch die Localbahn-Bau und Betriebs-Gesellschaft Wilhelm Hostmann & Co. aus Hannover, die auch anfangs den Betrieb führte, bis schließlich die Eisenbahn-Bau- und Betriebsgesellschaft Vering & Waechter die Betriebsführung übernahm.
Die feierliche Einweihung der Teilstrecke von Hildburghausen nach Heldburg war am 1. Juli 1888. Am 1. Dezember wurde das Reststück bis Lindenau-Friedrichshall in Betrieb genommen. Die gesamte Bahn ging am 16. Juli 1895 in preußisches Staatseigentum über, ab 1920 war sie Teil des Netzes der Deutschen Reichsbahn und gehörte zur Reichsbahndirektion Erfurt.
Nach dem Zweiten Weltkrieg begann an den Osterfeiertagen 1946 die Demontage der Bahnstrecke im Rahmen der Reparationsleistungen an die Sowjetunion. Zwei Bahnhofsgebäude blieben erhalten, der Bahnhof Heldburg und der Bahnhof Seidingstadt, und ebenso die Verladerampe der Saline Friedrichshall als Streckenende. Auf der ehemaligen Bahntrasse verläuft heute zwischen Hildburghausen und Stressenhausen ein neun Kilometer langer Radweg.

## Strecke

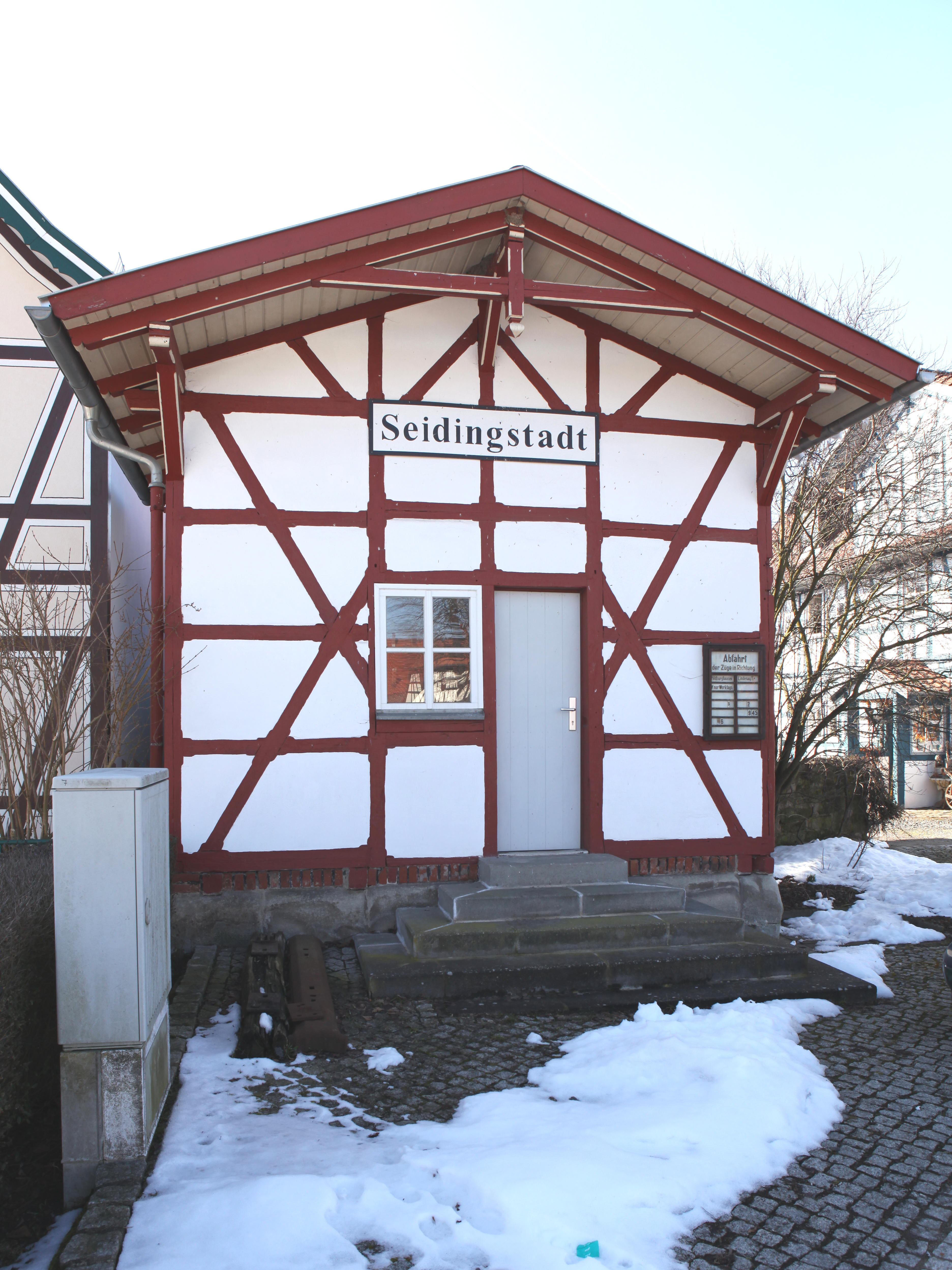
Agenturgebäude für Fahrkarten und Frachtgut in Seidingstadt

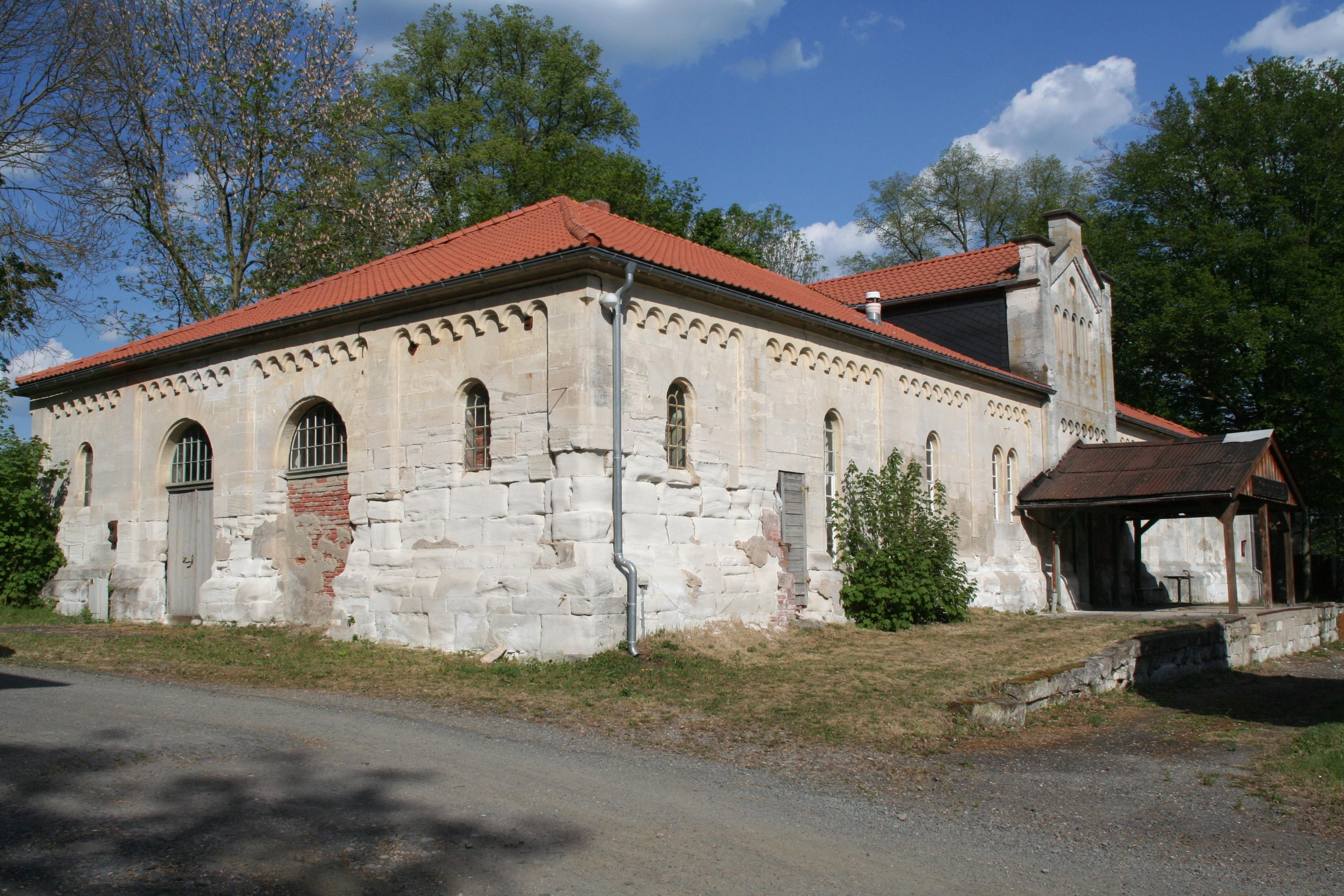
Streckenende Verladerampe Saline Lindenau-Friedrichshall

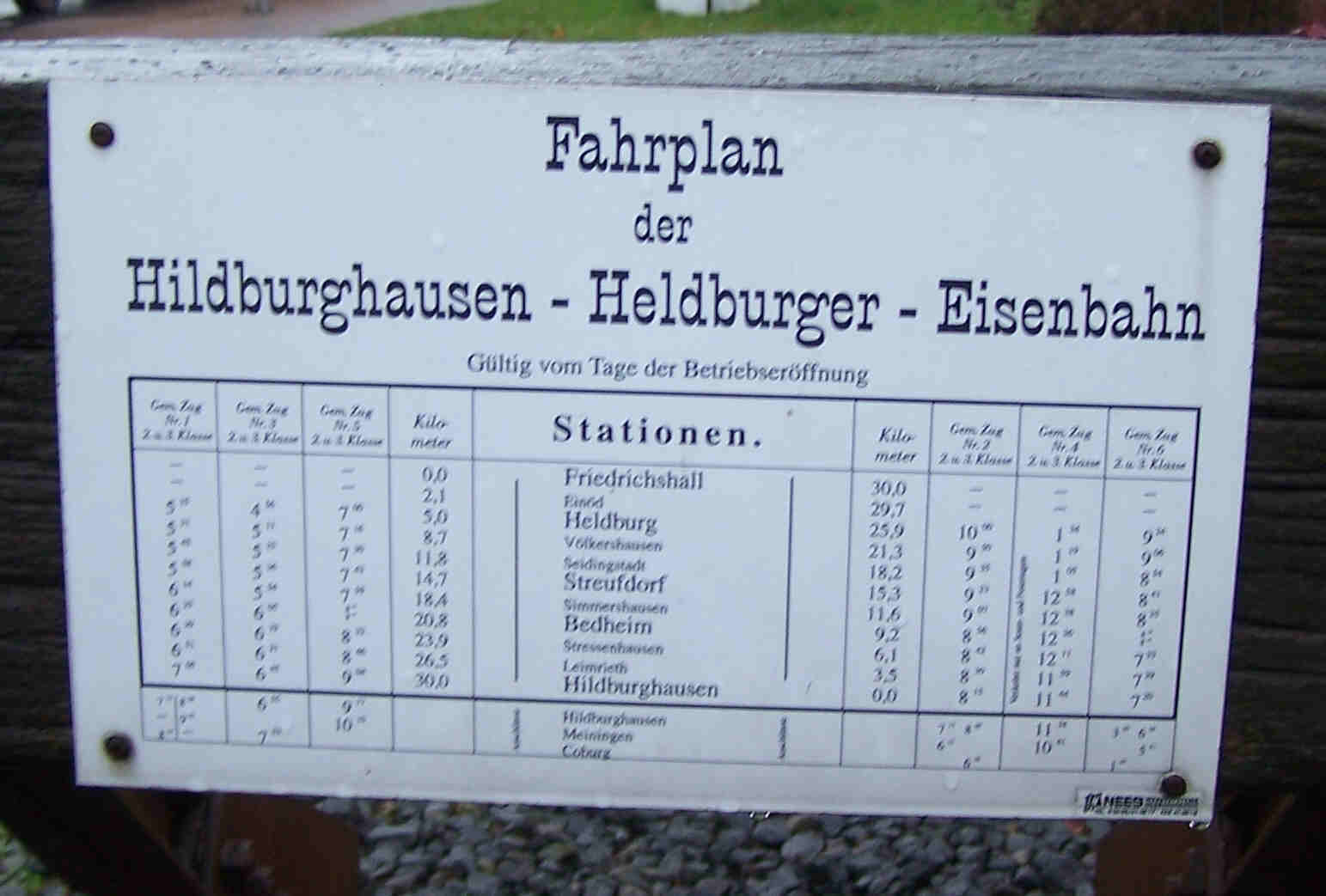
Am Bahnübergang in Hildburghausen befindet sich eine Gedenkstätte zur Bahngeschichte – mit Fahrplanauszug

Eine Endstation der Schmalspurbahn lag in Hildburghausen auf der südlichen Seite des Bahnhofes der Werrabahn auf einer Höhe von 377 m üb. NN und war mit deren Bahnsteigen über eine stählerne Fußgängerbrücke verbunden. Von dort aus folgte die Strecke der Römhilder Straße auf der östlichen Seite bis Leimrieth, wo nach 3½ Kilometern der Kulminationspunkt mit 420 m üb. NN erreicht war. Hinter Leimrieth verlief die Trasse nach Südosten in Richtung Stressenhausen, um in einem großen Bogen den bewaldeten Höhenzug Hahnritz zu umfahren. Es schloss sich der Bahnhof von Bedheim an, der östlich außerhalb des Ortes lag, wo die Straße nach Stressenhausen gekreuzt wurde. Vor Simmershausen erreichte die Bahn wieder die Straße von Leimrieth über Bedheim nach Simmershausen. Von hier ab folgte sie auf der nördlichen Seite der Straße nach Simmershausen, um anschließend in östlicher Richtung parallel zur Straße das Tal der Kreck mit Streufdorf zu erreichen. Dort bog die Trasse in Richtung Süden nach Heldburg und verlief erneut meistens parallel zur Straße bis Lindenau-Friedrichshall; die andere Endstation war dort die Saline Friedrichshall. Eine Verknüpfung mit der normalspurigen Bahnstrecke Breitengüßbach–Dietersdorf, die im bayerischen Dietersdorf in sechs Kilometer Entfernung endete, kam nicht zustande.

## Betrieb
Auf der Strecke verkehrten meist drei Reisezugpaare täglich, nur in der Zeit von 1912 bis 1914 fuhren täglich bis zu fünf Zugpaare. Sie führten nur die 3. Klasse. Die Fahrzeit betrug zwischen 100 und 120 Minuten. Als Lokomotiven kamen anfangs Dampflokomotiven der Baureihe T 31 zum Einsatz, später folgten die Baureihen T 33 und T 40. Um 1900 wurde die Janney-Kupplung auf der Bahnstrecke eingeführt und bis zum Betriebsende verwendet.